# میکرواپک
میکرواپک یا میکروسکپی اپک نسخه برداری از روی تمام یا بخشی از یک کتاب یا سایر مدارک است که از طریق عکس برداری میکروفیلمی انجام بگیرد. در این نظام، عکس برداری روی کاغذهای غیر شفاف مثل مقوا و … است.
این عمل ممکن است توسط وسایل عکس برداری یا شیوه‌های چاپی نیز انجام بگیرد.